# Дрогенбос
Дрогенбос (нидерл. Drogenbos), муниципалитет, расположенный в области Фламандский Брабант близ столицы страны, города Брюссель.
Муниципалитет включает также небольшой город Дрогенбос. На 1 января 2006 года общее число жителей — 4876, на 1 января 2008 г. — 4 896 чел. Общая площадь — 2,49 км², плотность населения — 1957 жителей на км ². Длина его — около 4 км, ширина — от 150 до 900 м. Этой самый маленький муниципалитет так называемой Брюссельской периферии из шести имеющих языковые льготы для франкофонов, которые составляют свыше половины его населения. Официальный язык в Дрогенбосе — нидерландский, как и всюду во Фландрии. Дрогенбос, тем не менее, находится в двуязычном избирательном и судебном районе Брюссель-Халле-Вилворде. По итогам последних выборов, 6 из 15 мест (60 %) в местном горсовете получил Союз франкофонов.